# Robert John Collins
Robert John Collins, britanski general, * 1880, † 1950.